# The Index
The Index – wieżowiec w Dubaju, w Zjednoczonych Emiratach Arabskich, mający 328 metrów wysokości i posiadający 80 kondygnacji.
Budynek ma charakter biurowo-mieszkaniowy, 25 dolnych pięter zajmują powierzchnie biurowe, natomiast 47 pięter górnych zajmują apartamenty.
Budowa wieżowca rozpoczęła się w 2005 roku i trwała aż do roku 2010.

## Galeria

The Index
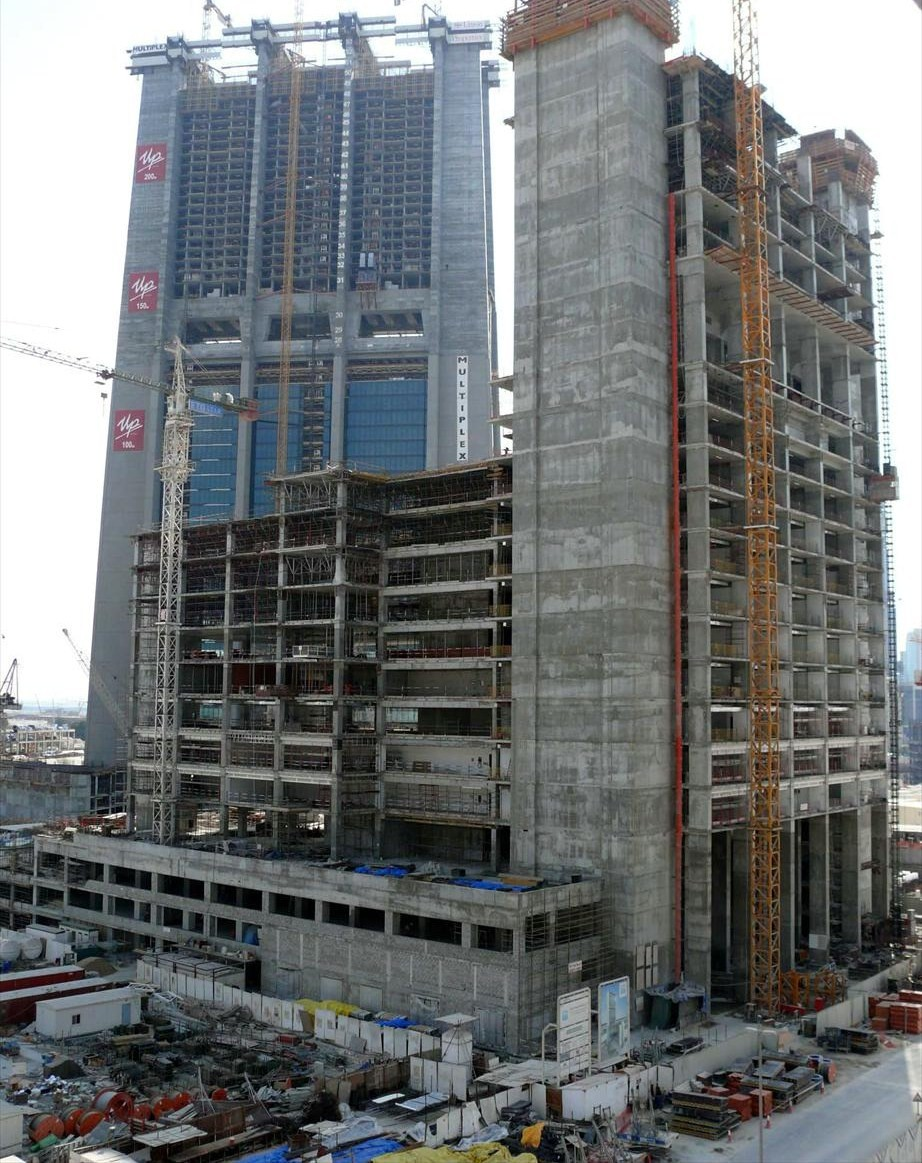
W trakcie budowy, 2007
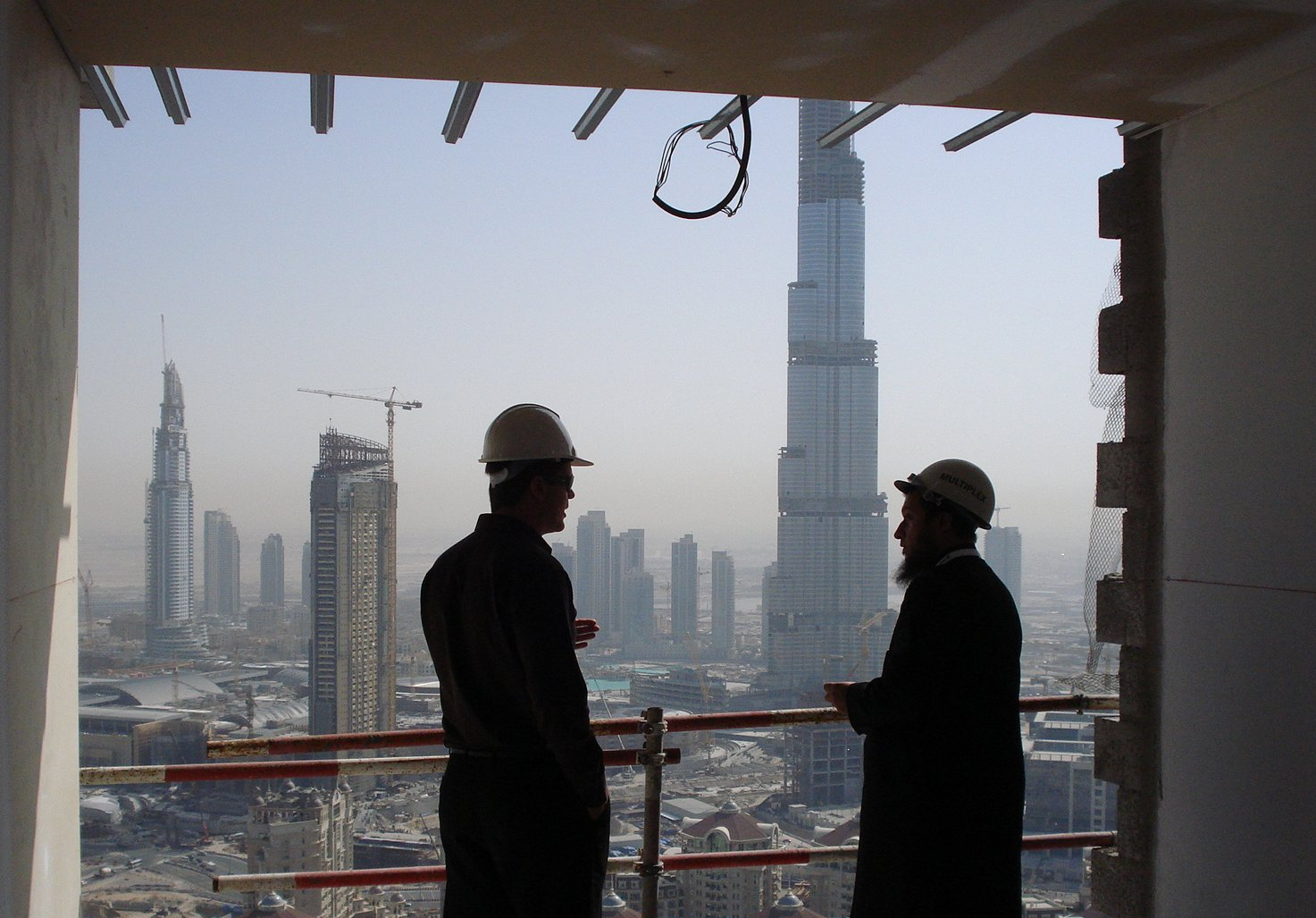
W trakcie budowy, widok na budowę Burdż Chalifa, 2008
Widziany ze 124 piętra Burdż Chalifa, na tle innych wysokościowców, 2015